# Neufeldner BioBrauerei
Die Neufeldner BioBrauerei ist eine Bierbrauerei in der Gemeinde Neufelden im Mühlviertel (Oberösterreich). Die Brauerei geht auf das Jahr 1523 zurück.

## Geschichte
Die Neufeldner Brauerei wurde bereits 1523 als Braustätte des Bistums Passau genannt, wobei Teile des Brauereikellers aus dieser Zeit stammen. Des Weiteren ist mit dem 29. November 1649 das Bestehen der Braustätte als Brauhaus der Marktkommune Neufelden belegt. 1728 wurden in Neufelden 1360, 1795/97 3033 Eimer Bier erzeugt. Das kommunale Brauhaus wurde schließlich am 27. Juli 1865 an das Ehepaar Martin und Theresia Scherrer verkauft, deren Nachkomme Franz Scherrer im Jahr 1926/27 einen Ausstoß von 4.123 Hektoliter erzielte. Die bis zuletzt in Familienbesitz befindliche Brauerei wurde 1986 von der Brau AG erworben und geschlossen. Das Brauhaus selbst nutzte man in der Folge zeitweise als Bierdepot. Die Neufeldner Biertradition wurde in den 1990er Jahren von Peter Friedwagner und Gottfried Breuss, einem Nachfahren der letzten Brauereibesitzer, wiederbelebt. Sie ließen zunächst 1992 das „Neufeldner Edelmärzen“ in der Brauerei Sigl in Obertrum nachbrauen und eröffneten 1995 das „Neufeldner Brauhaus“. Nach Investitionen von rund 10 Millionen Schilling erfolgte die Herstellung des Bieres auf einer Beraplan-Anlage nach böhmischem Verfahren, jedoch mit geschlossenen Gefäßen. Neben dem Lagerbier wurde in der Folge auch ein Kellerbier im Brauhaus ausgeschenkt sowie die Marken „Pöstlingberger Schlößlbräu“, „Thermenbräu Geinberg“ und das „Schupf'n Bräu“ gebraut. Das Unternehmen musste jedoch bereits im September 2000 in Konkurs gehen und wurde in der Folge von Thomas Breuss, einem Getränkehändler und Betreiber eines Gasthauses in Neufelden, übernommen. Die „Privatbrauerei Thomas Breuss“ nahm am 1. Dezember 2000 den Betrieb auf, wurde jedoch 2009 erneut auf Grund von Konkurs geschlossen.
Nach zweijähriger Schließzeit wurde die Brauerei 2011 von der Welser Unternehmerfamilie Meir übernommen und in die erste Biobrauerei Oberösterreichs verwandelt. Die Neufeldner BioBrauerei bietet die Marken „s'Hopferl“ und „s'Zwickl“ an, daneben werden spezielle Biere gebraut. Vertrieben werden die Biere über die Gastronomie und den Handel, geplant ist ein Ausstoß von 4.000 Hektoliter.